# Масакри над Србима 1901.
Масакри над Србима 1901. године били су вишеструки масакри над Србима са простора Косовског вилајета у Османском царству, које су спроводили Албанци.

## Масакри
Срби су малтретирани и оптуживани да су шпијуни Србије. Настала је паника, и Срби, нарочито они који су живјели у пограничним предјелима, избјегли су у Србију. Албанци који су учествовали у Грчко-турском рату 1897. године користили су оружје које нису вратили власти против Срба у Старој Србији. У мају 1901. године, Албанци су запалили Сјеницу, Нови Пазар и Приштину. Албанци су наставили своје дивљање, масакрирајући Србе у Приштини. Ибарски Колашин (данас простор Сјеверног Косова), шумско подручје на коме се простирало 40 села, углавном насељених Србима, и гдје су српски учитељи и свештеници били активни, дуго је иритирало Албанце и османске власти; Срби су континуирано малтретирани у том региону. Српска влада је пажљиво посматрала дешавања у Колашину и није остала по страни. Стање је постало озбиљно, а Срби су шверцовали оружје из Србије како би се одбранили. Албански злочини су попримили тако широке размјере да је влада Владана Ђорђевића била приморана да отпочне обимну дипломатску акцију за заштиту Срба у Старој Србији; како ови напори нису уродили плодом, а Албанци су интензивирали звјерства над Србима, незаштићени Срби почели су тражити оружје како би се заштитили. Османску владу је почетком јула Иса Бољетинац упознао са шверцом оружја и тиме да је већина оружја завршила у Колашину, па је покренута истрага коју је предводио Бољетинац. У љето 1901. године, након османске истраге, Албанци су масакрирали Србе на подручју Колашина. Бољетинац је присуствовао током спровођења организованих злочина у Колашину, који су укључивали масакре, силовања, уцјене, пљачке и протјеривање мјесних Срба. Звјества су подстакла руску владу да интервенише код Високе порте. Насиље у Колашину је стало, међутим, настављени су албански злочини у другим крајевима.

## Реакције

### Аустроугарска
Аустроугарска, која је подржавала Албанце, покушавала је да умањи масакре. Догађаји су инструментализовани у Колашинској афери, дипломатском сукобу између Аустроугарске, која је подржава Албанце, и Србије, коју је подржавала Русија. Временом, дипломатски сукоб је постао отворени сукоб између двије стране.

### Русија
У почетку Висока порта није потиснула албански покрет, нити заштитила Србе. Русија је тражила да се Албанци и османски жандарми казне и да се Србима дозволи посједовање оружја за заштиту. Порта је одговорила масовним хапшењем и криминализовањем албанског језика. Косовски валија је смјењен, а неколико других антисрпских званичника и албанских вођа, који су били нарочито окрутни, уклоњени су са својих дужности.